# Pierre Alfred Déséglise
Pierre Alfred Déséglise (Bourges, 28 ottobre 1823 – Ginevra, 13 dicembre 1883) è stato un botanico francese.
Fu lo studente di Alexandre Boreau (1803-1875), con il quale raccolse le piante nel dipartimento di Cher e nelle zone vicine. Nel 1871, si trasferì a Ginevra, dove nella quale nel 1874 lavorò come curatore presso il Conservatorio Botanico. Quando morì, la sua collezione di rose furono inviate all'erbario degli orti botanici reali di Kew.
Nei suoi studi botanici, si concentrò, in particolare, sulle piante del genere Rosa, Mentha e Thymus.

## Opere principali
- Descriptions de quelques espèces nouvelles du genre Rosa; Extrait du Billotia. (1864).
- Catalogue raisonnè ou Énumèration mèthodique des espèces du genre rosier pour l'Europe, l'Asie et l'Afrique, spècialement les rosiers de la France et de L'Angleterre; Genève, Mentz, (1877).[2]